# Philippe Honoré (violoniste)
 (avril 2013).
Cet article concerne le violoniste. Pour le dessinateur de presse et illustrateur, voir Philippe Honoré.
Philippe Honoré (né le 21 mars 1967) est un violoniste français donnant régulièrement des récitals en France et au Royaume-Uni. Il a été nommé professeur de violon à la Royal Academy of Music de Londres en septembre 2012.

## Vie personnelle
En dehors du monde de la musique classique Honoré est peut-être mieux connu comme l'ancien partenaire du poète et écrivain Vikram Seth avec lequel il a eu une relation pendant onze ans; Seth parle ouvertement de sa relation avec Honoré dans ses écrits non romanesques et utilise son nom pour former un acrostiche dans un sonnet à la manière d'Alexandre Pouchkine, sonnet qui forme l'épigraphe du roman An Equal Music.

## Œuvres publiées

### Enregistrements et discographie
- 1999:Chamber Recital
- 2000:An Equal Music
- 2004:Strings Attached
- 2004:Howells: Rhapsodic Quintet, Violin Sonata #3
- 2008:Songs in Time of War
- 2011:Shared Ground[5]

## Instruments notables
Son violon est un Eberle, fabriqué en 1786 à Naples.